# Le Chambon-Feugerolles
Le Chambon-Feugerolles is een gemeente in het Franse departement Loire (regio Auvergne-Rhône-Alpes) en telt 11.948 inwoners (2019). De plaats maakt deel uit van het arrondissement Saint-Étienne.

## Geschiedenis
In de middeleeuwen hing het gebied af van de heer van Feugerolles. Op het grondgebied van de huidige gemeente lagen verschillende gehuchten en er was al enige industriële activiteiten met smederijen en werkplaatsen waar kruisbogen werden gemaakt. Vanaf de 16e eeuw werden er messen gefabriceerd. In de streek werd steenkool gewonnen en aan het einde van de 19e eeuw kwam er in de gemeente metaalnijverheid op grote schaal. De fabrieken van Le Chambon-Feugerolles maakten producten als zaagbladen, werktuigen en bepantsering. Tussen 1910 en 1987 werd er in de gemeente ook steenkool gedolven. De levensomstandigheden van de arbeiders waren moeilijk. Pétrus Faure, onafgebroken burgemeester van 1925 tot 1977 behalve tijdens de oorlogsjaren, zette zich in voor sociale huisvesting. In de jaren 1950 en 1960 werden nieuwe woonwijken gebouwd op de heuvels langs het oude centrum. In de jaren 1970 werd ook het oude centrum aangepakt: er verschenen torenflats en nieuwe publieke gebouwen.
Begin jaren 1980 werden de gemeente en heel de industriestreek rond Saint-Étienne geconfronteerd met de economische crisis en het wegtrekken van de industrie. Er volgde een pijnlijke reconversie met werkloosheid en een krimpende bevolking.

## Geografie
De oppervlakte van Le Chambon-Feugerolles bedraagt 17,5 km², de bevolkingsdichtheid is 682 inwoners per km².
De gemeente ligt in de vallei van de Ondaine op minder dan 10 km van Saint-Étienne.
De onderstaande kaart toont de ligging van Le Chambon-Feugerolles met de belangrijkste infrastructuur en aangrenzende gemeenten.

## Demografie
Onderstaande figuur toont het verloop van het inwonertal (bron: INSEE-tellingen).

## Galerij

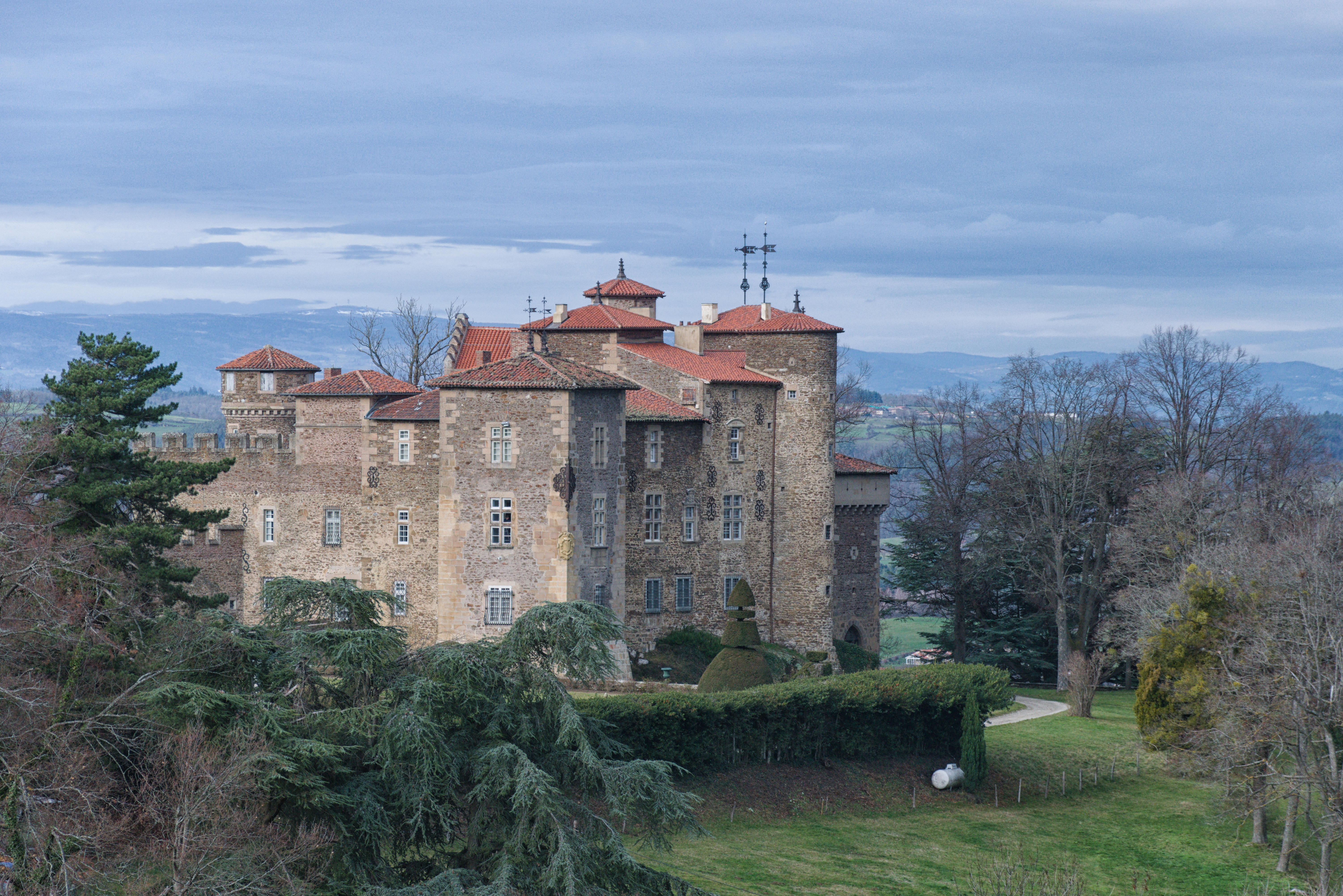
Kasteel van Feugerolles
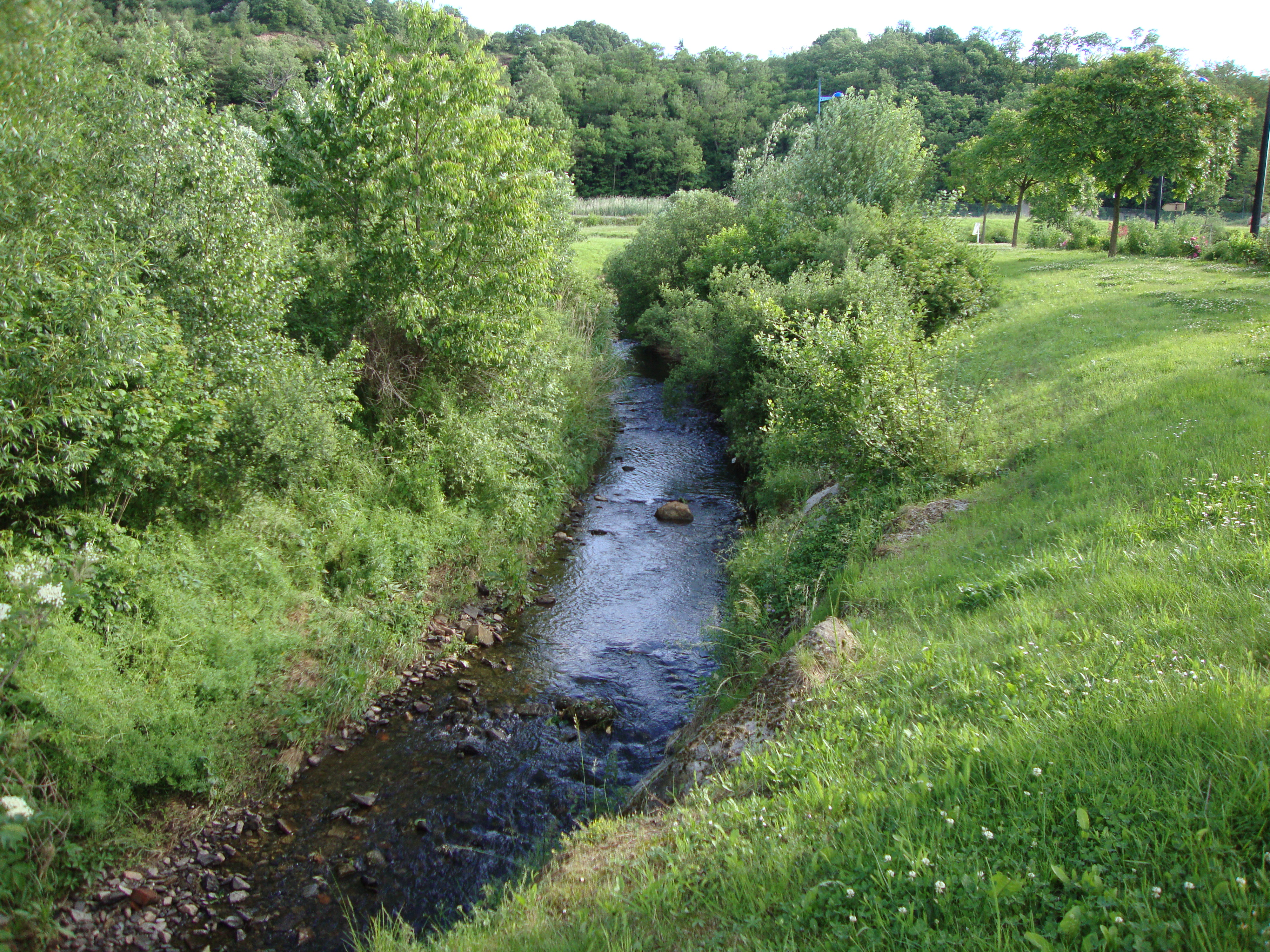
De Ondaine
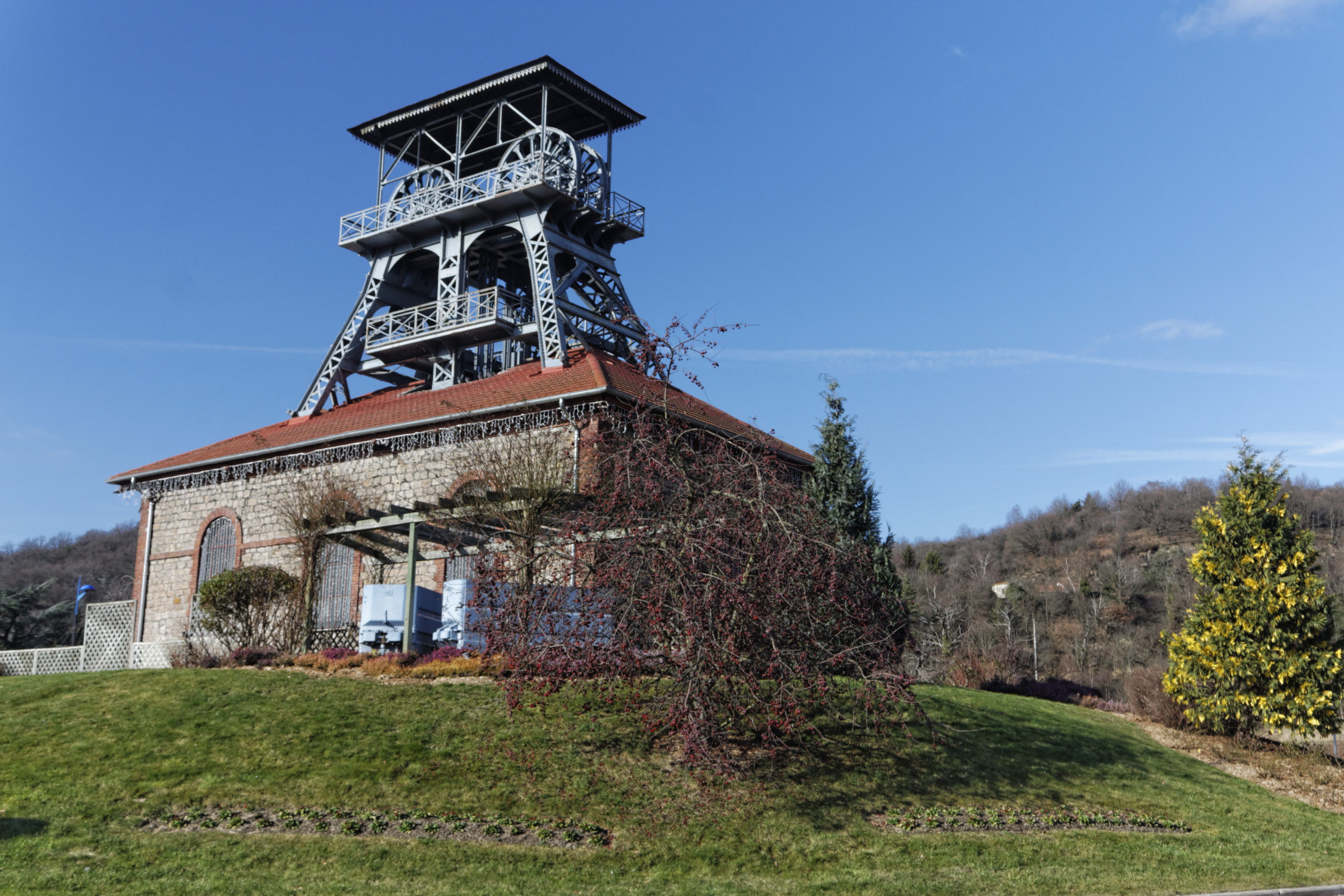
Voormalige steenkoolmijn Puits du Marais
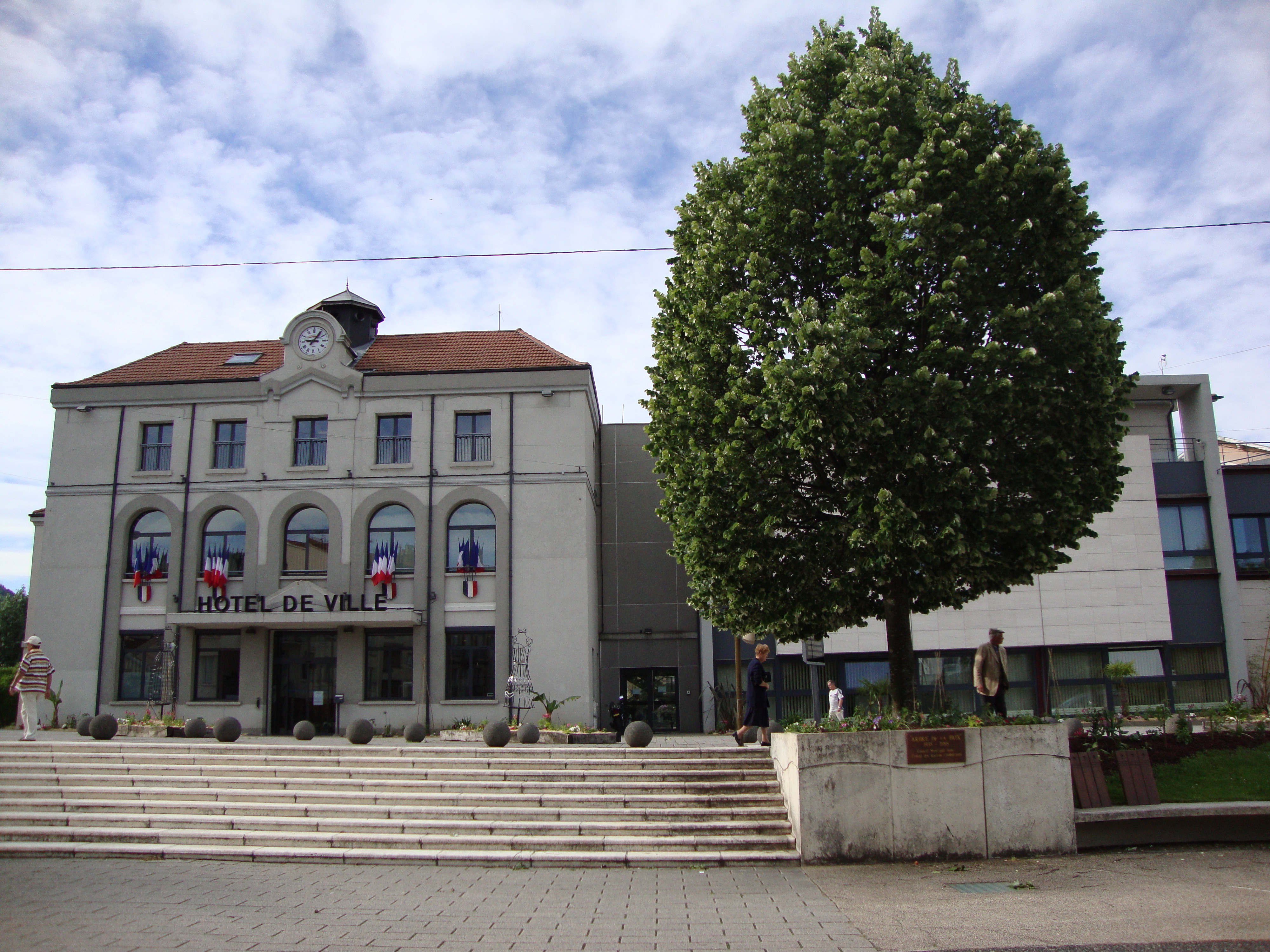
Gemeentehuis
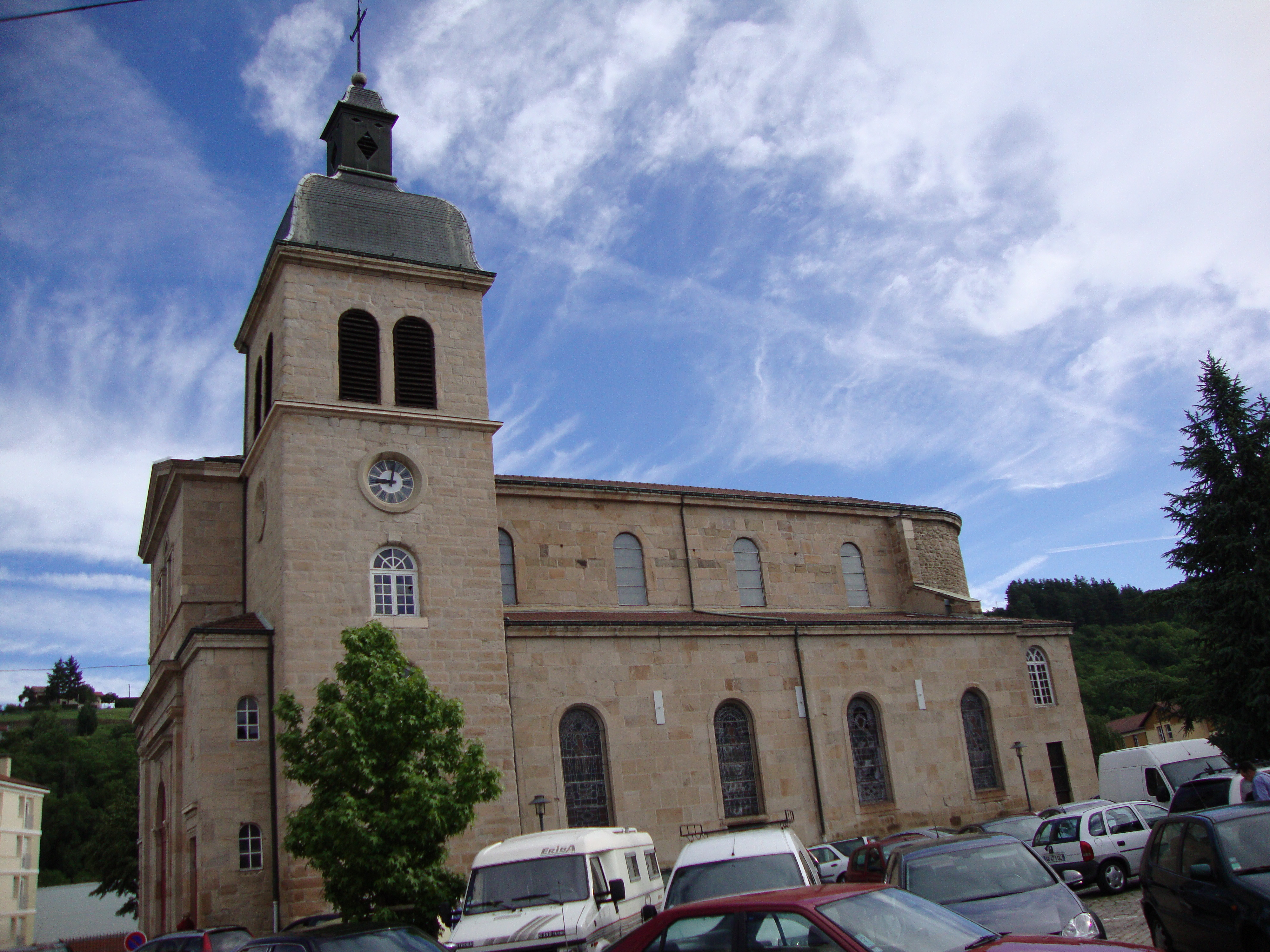
Kerk Saint-Clément